# Nastassja Kinnunen
Nastassja Wiktarauna Kinnunen, geb. Dubaresawa (belarussisch Настасься Віктараўна Кінунэн (Дубарэзава), russisch Анастасия Викторовна Киннунен (Дуборезова)/Anastassija Wiktorowna Kinnunen (Duboresowa); englisch Nastassia Kinnunen, geb. Dubarezava; * 14. März 1985 in Haradok, Wizebskaja Woblasz, Weißrussische SSR, Sowjetunion) ist eine ehemalige belarussisch-finnische Biathletin und Skilangläuferin.

## Leben

### Langlauf für Belarus (bis 2010)
Nastassja Kinnunen war zunächst als Langläuferin aktiv. Hier debütierte sie international 2005 bei den Juniorenweltmeisterschaften in Rovaniemi und belegte dort die Ränge 51 in der Doppelverfolgung und 37 über 5 Kilometer Freistil. Es dauerte bis Oktober 2007, dass weitere Rennen folgten. Das erste Weltcuprennen bestritt sie in Düsseldorf bei einem Teamsprintrennen, das sie als 23. beendete. Weitere Einsätze im Weltcup erfolgten sporadisch, meist startete die Belarussin in unterklassigen Rennen, etwa im Eastern Europe Cup, im Alpencup oder in FIS-Rennen. Erstes Großereignis wurden die Nordischen Skiweltmeisterschaften 2009 in Liberec. Kinnunen wurde über 10 Kilometer Klassisch 60., in der Verfolgung 54., über 30 Kilometer Freistil 30. und 60. im Freistilsprint. Bei der Tour de Ski 2009/10 erreichte sie im Val di Fiemme bei einem 10-Kilometer-Klassikrennen als 28. erstmals ein Ergebnis in den Punkten im Weltcup. Es folgte die Teilnahme an den Olympischen Winterspielen 2010 in Vancouver. Kinnunen kam in vier Rennen zum Einsatz. Im Klassik-Sprint wurde sie 42., im Verfolgungsrennen 53., 44. über 30 Kilometer Klassisch sowie mit Alena Sannikawa, Wolha Wassiljonak und Kazjaryna Rudakowa Zehnte im Staffelrennen.

### Biathlon für Belarus (2010 bis 2018)
Zur Saison 2010/11 wechselte Kinnunen vom Langlauf zum Biathlon. In Beitostølen gab sie zum Saisonauftakt ihr Debüt im IBU-Cup, wo sie zunächst 40. und 26. in Sprintrennen wurde und damit erste Punkte gewann. Eine Woche später folgte das Weltcupdebüt in Östersund. Als 55. des Sprints qualifizierte sie sich sofort für das Verfolgungsrennen, bei dem sie 49. wurde. Am Holmenkollen in Oslo gewann sie als 40. eines Sprints erstmals einen Weltcuppunkt.
In der folgenden Saison verbesserte sie in Östersund bei einem Verfolgungsrennen ihre Bestleistung auf einen 33. Platz. Eine Woche später wurde sie in Hochfilzen auch erstmals in der Staffel eingesetzt und wurde gemeinsam mit Ljudmila Kalintschyk, Nadseja Skardsina und Darja Domratschawa Fünfte. Zudem verbesserte sie ihre persönliche Bestleistung nochmals massiv bis auf den zehnten Rang im Sprint und erreichte damit erstmals eine Top-Ten-Platzierung. Ihre bislang beste Weltcup-Platzierung schaffte Kinnunen im ersten Sprintrennen 2012 mit einem sechsten Rang. Aus diesem Jahr stammt auch mit Platz 30 ihre beste Massenstartplatzierung und mit Platz 32 ihre beste Gesamtweltcupplatzierung. An diese Einzelplatzierung konnte sie in den folgenden Jahren allerdings nicht mehr anknüpfen. 2014 nahm sie an den Olympischen Spielen in Sotschi teil. Dort wurde sie 34. im Sprint. In der Saison 2014/15 fuhr sie mit der belarussischen Staffel zweimal aufs Podest, in Hochfilzen auf Platz 2 und in Oberhof auf Platz 3. Bei den Biathlon-Weltmeisterschaften im selben Jahr verpasste sie mit Platz 11 im Sprint knapp die Top 10. In der Saison 2016/17 war sie nur noch viermal im Weltcup am Start und konnte dabei keinen Punkt holen. Nachdem sie 2017/18 nur dreimal im IBU-Cup zum Einsatz gekommen war, bestritt sie von 2018 bis 2021 fast drei Jahre lang keine internationalen Rennen mehr.

### Biathlon für Finnland (2021 bis 2023)
Seit der Saison 2020/21 startet Kinnunen für Finnland. Ihren ersten Einsatz für den neuen Verband hatte sie im IBU-Cup am Arber und wurde dort im Sprint 28. Ihr erster Weltcuprennen für Finnland bestritt sie bei den Biathlon-Weltmeisterschaften 2019 auf der Pokljuka, wo sie auch vier Jahre zuvor ihr bis dato letztes Weltcuprennen bestritten hatte. Damals wurde sie 53. in der Verfolgung, jetzt 80. im Sprint. Vier Tage später wurde Kinnunen das erste Mal in einer finnischen Staffel eingesetzt. Mit Suvi Minkkinen, Erika Jänka und Routinier Mari Eder wurde sie 14. In der Folge nahm sie auch noch an den Weltcups in Nové Město na Moravě und Östersund Teil, konnte aber keine Punktegewinne erzielen. In der folgenden Olympiasaison 2021/22 nahm Kinnunen durchgängig am Weltcup teil, das erste Mal seit der Saison 2014/15. Ihren ersten Punktgewinn erzielte sie in Antholz mit dem 18. Platz im Einzel. Nur wenige Wochen darauf nahm Nastassja Kinnunen an den Olympischen Winterspielen 2022 in Peking teil, ihren zweiten nach 2014. Dort bestritt sie Sprint, Verfolgung und Staffel. Mit dieser fuhr sie mit denselben Kolleginnen wie ein Jahr zuvor bei den Weltmeisterschaften mit Platz 16 ihr bestes Ergebnis ein. Allerdings wurde die Staffel überrundet, sodass Kinnunen nicht ins Ziel fahren konnte. Im letzten Sprintrennen der Saison am Holmenkollen lief Kinnunen mit einem 21. Platz noch einmal unter die Punkteränge, verpasste allerdings knapp ein Preisgeld. Dabei war sie mit einem Platz vor ihrer Teamkollegin Eder beste Finnin. Im für sie die Saison abschließenden Verfolger verlor sie nach drei Schießfehlern viele Plätze und wurde am Ende 46.
Bei den Sommerbiathlon-Weltmeisterschaften in Ruhpolding in der folgenden Saison gewann Nastassja Kinnunen ihre erste Einzelmedaille. Im Supersprint belegte sie hinter den beiden Italienerinnen Dorothea Wierer und Lisa Vittozzi den Bronzerang.
Nach der Saison 2022/23 trat Kinnunen vom Leistungssport zurück.

## Privates
Seit September 2016 ist sie mit dem Finnen Ari Kinnunen verheiratet. Vor der Hochzeit startete sie unter ihrem Mädchennamen Dubaresawa. 2017 wurde ihre gemeinsame Tochter Sofia geboren, was der Grund für Kinnunens Wettkampfpause war. Im Dezember 2020 bestand sie den finnischen Einbürgerungstest, nachdem sie dort schon seit dem Jahr ihrer Hochzeit gelebt hatte.

## Statistik

### Weltcup-Platzierungen
Die Tabelle zeigt alle Platzierungen (je nach Austragungsjahr einschließlich Olympische Spiele und Weltmeisterschaften).
- 1.–3. Platz: Anzahl der Podiumsplatzierungen
- Top 10: Anzahl der Platzierungen unter den ersten zehn (einschließlich Podium)
- Punkteränge: Anzahl der Platzierungen innerhalb der Punkteränge (einschließlich Podium und Top 10)
- Starts: Anzahl gelaufener Rennen in der jeweiligen Disziplin
- Staffel: inklusive Mixed- und Single-Mixed-Staffeln

| Platzierung               | Einzel | Sprint | Verfolgung | Massenstart | Staffel | Gesamt |
| ------------------------- | ------ | ------ | ---------- | ----------- | ------- | ------ |
| 1. Platz                  |        |        |            |             |         |        |
| 2. Platz                  |        |        |            |             | 2       | 2      |
| 3. Platz                  |        |        |            |             | 1       | 1      |
| Top 10                    |        | 3      |            | 1           | 18      | 22     |
| Punkteränge               | 6      | 25     | 16         | 3           | 29      | 79     |
| Starts                    | 17     | 65     | 36         | 3           | 29      | 150    |
| Stand: Saisonende 2021/22 |        |        |            |             |         |        |

### Olympische Winterspiele
Ergebnisse bei Olympischen Winterspielen:
|                                         | Einzelwettbewerbe | Einzelwettbewerbe | Einzelwettbewerbe | Einzelwettbewerbe | Staffelwettbewerbe | Staffelwettbewerbe |
| Sprint                                  | Verfolgung        | Einzel            | Massenstart       | Damenstaffel      | Mixedstaffel       |                    |
| --------------------------------------- | ----------------- | ----------------- | ----------------- | ----------------- | ------------------ | ------------------ |
| Olympische Winterspiele 2014 \| Sotschi | 33.               | 55.               | –                 | –                 | –                  | 9.                 |
| Olympische Winterspiele 2022 \| Peking  | 75.               | –                 | 51.               | –                 | 16.                | –                  |